# Speedy Gonzales

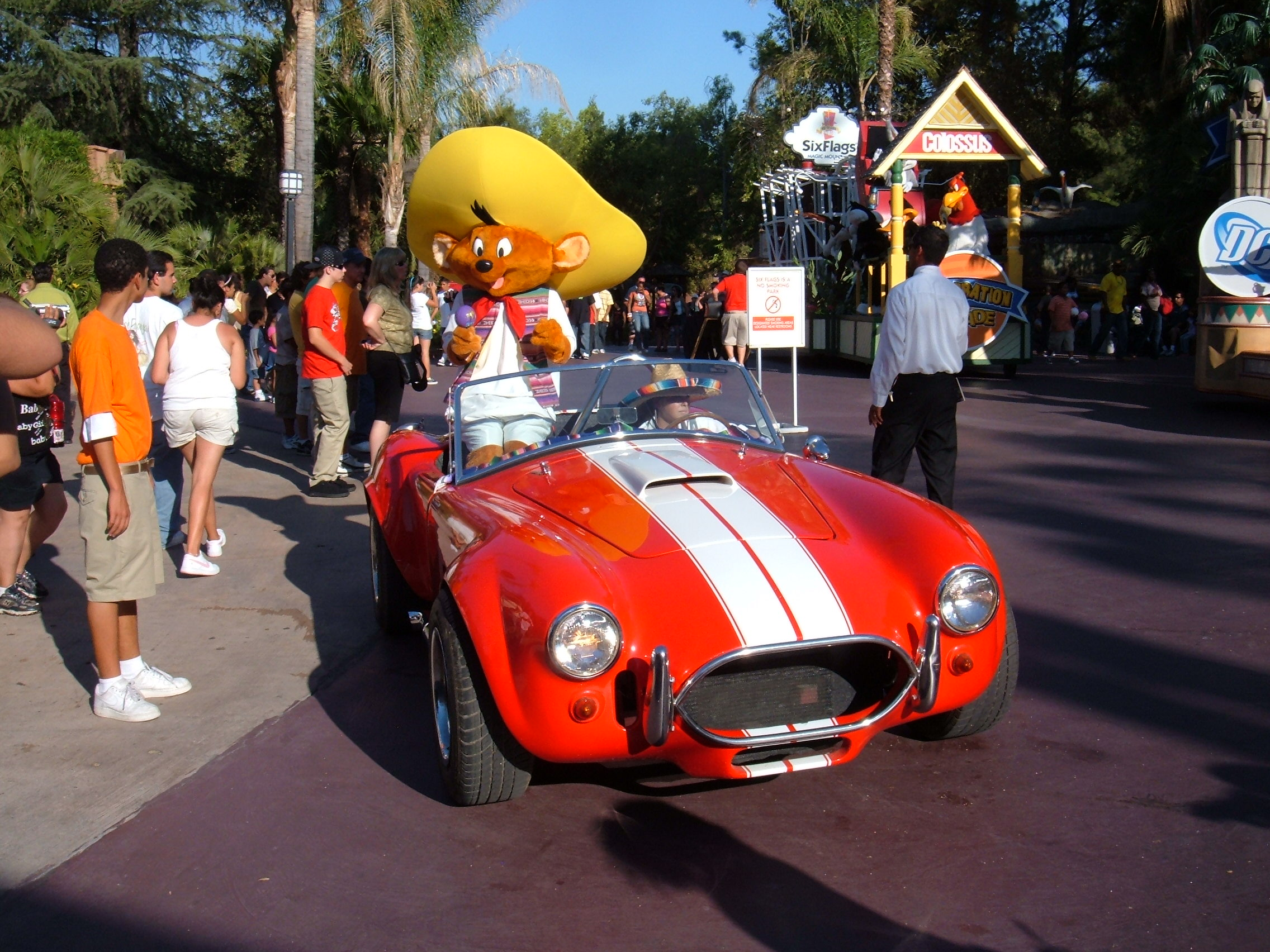
Speedy Gonzales en el Desfile de la Celebración, («Celebration Parade»), California.

Speedy Gonzales, a veces escrito Speedy González, es un personaje animado de la serie Looney Tunes de Warner Brothers. Apodado como «el ratón más veloz de todo México», su característica más importante es su increíble velocidad, inteligencia y astucia. Por lo general, Speedy Gonzales porta un sombrero amarillo, camisa y pantalones cortos blancos y un paliacate rojo, el cual se usa principalmente en las zonas áridas para secar el sudor.

## Historia
Speedy debutó en el cortometraje Cat-Tails for Two de 1953, dirigido por Robert McKimson. En esta primera versión presentaba algunas diferencias estéticas, destacando un gran diente de oro y vistiendo sólo una camiseta roja. Dos años más tarde, Friz Freleng y el animador Hawley Pratt, rediseñaron al personaje hasta alcanzar su apariencia actual, con un traje blanco, un pañuelo rojo y su sombrero amarillo. La nueva versión debutó en Speedy Gonzales (1955). En este corto participa el gato Silvestre, que abusaba de unos ratones. La animación ganó el premio de la academia para el mejor corto animado en 1955, y fue además la primera vez que Speedy decía su célebre frase «¡Ándale! ¡Ándale! ¡Arriba! ¡Arriba!».
Freleng y McKimson pusieron a Silvestre como la némesis de Speedy, en una especie de «el Coyote y el Correcaminos». Silvestre se ve constantemente humillado y derrotado por el ratón, y sufre un gran número de accidentes con trampas de ratones o salsa picante. En algunos capítulos Speedy está en compañía de su primo, El Lento Rodríguez (también llamado Tranquilino), «el ratón más lento de México». Aunque lento comparado con Speedy, él se defendía con una pistola y nunca se le vio que necesitara ayuda de Speedy. En los años sesenta el enemigo de Speedy pasa a ser el Pato Lucas aunque hubo episodios que no mostraban enemistad entre ambos.

## Doblaje

### Estados Unidos
- Mel Blanc (1953-1989).
- Joe Alazkey (1989-2008).
- Eric Goldberg (2003).
- Fred Armisen (2011-presente).
- Dino Andrade (2018).
- Gabriel Iglesias (2021).

### México
- Edith Byrd (1960-1972).
- Arturo Mercado (1972-1996).
- Ernesto Lezama (1996-2020).
- Moisés Iván Mora (sólo Space Jam: A New Legacy).

## Controversia
En 1999, con la creación del canal de televisión Cartoon Network, los cortometrajes de Speedy Gonzales dejaron de ser emitidos. Según la portavoz Laurie Goldberg, esto se debió a los «estereotipos étnicos» que mostraban. La medida fue criticada por los fanes del personaje, quienes trataron de convencer al canal de volver a emitir los cortometrajes. La Liga de ciudadanos latinoamericanos unidos se refirió a Speedy como un «ícono cultural». En 2002, Cartoon Network volvió a mostrar los episodios donde aparecía el personaje.

## Videojuegos
- Speedy Gonzales (Game Boy, 1993).
- Speedy Gonzales: Los Gatos Bandidos (SNES, 1994).
- Cheese Cat-Astrophe Starring Speedy Gonzales (Sega Mega Drive, Sega Master System, Sega Game Gear, 1995) (solo Europa).
- Speedy Gonzales: Aztec Adventure (Game Boy Color, 1999).

## En la cultura popular
- En 1962 se grabó una canción dedicada al ratón e interpretada por Pat Boone y que alcanzó éxito internacional. La versión en español la cantaba Manolo Muñoz cantante mexicano de la década de los 1960 y que también tuvo gran éxito.
- En 1988 Speedy salió de cameo con todos los Looney Tunes y las estrellas de Disney al final de la película Who Framed Roger Rabbit cuando roger Rabbit y Eddie Valiant entran al final al mundo de los dibujos animados cantando entre todos Smile, Darn Ya, Smile! cuando acaba la película.
- En 1996 Speedy no tuvo protagonismo con los Looney Tunes en la película que combina animación e imagen real Space Jam aunque tuvo un breve cameo en la escena donde están en el vestidor, cuando Michael Jordan los motiva para lograr remontar el marcador del partido de baloncesto que están jugando.
- En 2003 tuvo una aparición secundaria en la película Looney Tunes: De Vuelta en Acción en la mesa hablando con Porky Pig, además de otra aparición en un capítulo de ¡Mucha Lucha!.
- En 2006 apareció como empleado maltratado y mal pagado de una inmensa tienda de juguetes dirigida por el Pato Lucas en la película Lucas y el Espíritu de la Navidad.
- En 1991 el grupo argentino The Sacados hizo una versión de la canción que describía a dicho ratón en los años sesenta al que llamaron «Corre Gonzalez». Cosa que en 2007, hizo también el grupo mexicano Kumbia All Starz.
- También en 2007 apareció en el Episodio «La carrera loca» de la serie argentina Alejo y Valentina.
- En la versión original en inglés su nombre se escribe «Gonzales» y no «González», como es más común en español, apellido de tipo patronímico.
- Tuvo un cameo en Drawn Together.
- Se le ve nuevamente en la película Space Jam: A New Legacy (2021) donde se encuentra en Matrix junto a Abuelita, y salvar a Piolín de ser aplastado por el buzón de Bugs, además de quejarse en el vestidor de un dolor de cabeza y darle la bienvenida a Dom, siendo el único personaje que habla en español.